# محكمة الصحة الوراثية

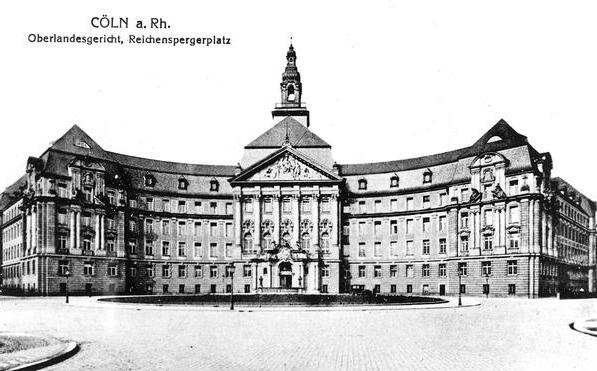
تظهر الصورة أعلاه ساحة Reichensperger Platz التي تتضمن مركز عمليات محكمة الصحة الوراثية والمحكمة الصحية الوراثية العليا.

محكمة الصحة الوراثية (بالألمانية: Erbgesundheitsgericht)‏ ، والمعروفة أيضًا باسم محكمة الصحة الوراثية، كانت محكمة قررت ما إذا كان ينبغي تعقيم الناس بالقوة في ألمانيا النازية. تم إنشاء هذه الطريقة في استخدام المحاكم لاتخاذ قرارات بشأن الصحة الوراثية في ألمانيا النازية لتنفيذ سياسة العرق النازي التي تهدف إلى النظافة العرقية.

## التاريخ

### قانون التعقيم الألماني أو قانون منع النسل الموروث
دخل قانون منع ذرية المريضة الوراثية في ألمانيا النازية حيز التنفيذ في 14 يوليو 1933، اعتبارًا من يناير 1934. أدى هذا القانون إلى إنشاء الكثير من المحاكم الصحية. سمح قانون التعقيم بالسلطة الكاملة لتعقيم أي مواطن بالقوة، والذي في رأي مسؤولي المحكمة، يعاني من اضطرابات وراثية، والعديد منها لم يكن في الواقع وراثيًا. عندما كانت نتيجة المحكمة تعقيم الفرد المعني، يمكن استئناف حكم المحكمة أمام المحكمة العليا للصحة الوراثية (المعروفة أيضًا باسم المحكمة العليا للصحة الوراثية). كان الدكتور كارل أستيل مسؤولاً عن المحكمة العليا للصحة الوراثية من عام 1934 إلى عام 1937. كانت محاكم الصحة الوراثية مسؤولة عن تعقيم 400.000 شخص في أقل من عقد من العمل.

### هيكل المحاكم وعمليات اتخاذ القرار
تم تشكيل محاكم الصحة الوراثية بشكل فريد بالمقارنة مع بقية القضاء في الرايخ. وترأس كل محكمة قاضي من محكمة الصلح المحلية إلى جانب طبيبين. بالإضافة إلى ذلك، فإن أولئك الذين أمروا بالتعقيم لديهم الحق في استئناف قراراتهم وكانت هناك محاكم استئناف تم إنشاؤها خصيصًا لسماع مثل هذه القضايا، بدلاً من ذلك برئاسة قاضي من Oberlandesgericht. لم تكن المحاكم مؤسسات مستقلة تقنياً وتم تصنيفها كأجزاء تابعة لمحاكم الصلح المحلية ومحاكم الاستئناف المحلية. كما حدد رؤساء محاكم المقاطعات عدد النواب والطاقم الطبي حسب تقديرهم. :244–249
يميل المسؤولون النازيون أيضًا إلى تقديم إعفاءات ضريبية لتلك العائلات التي فضلت الوراثة، مما يشجعها على إنتاج المزيد من النسل. عادة ما كان مزيجًا من البطالة والتوازن الأسري والرعاية الاجتماعية التي تم النظر فيها للنهج المناسب.
تم تعليق أنشطة المحاكم الصحية الوراثية العليا (الاستئنافية) في نوفمبر 1944 بأمر من مفوض الرايخ للحرب الشاملة. :249–250